# Подгородка (Костанайская область)
Подгородка (каз. Подгород) — село в Карабалыкском районе Костанайской области Казахстана. Входит в состав Новотроицкого сельского округа. Находится примерно в 37 км к северо-западу от районного центра, посёлка Карабалык. Код КАТО — 395049700.

## Население
В 1999 году население села составляло 266 человек (128 мужчин и 138 женщин). По данным переписи 2009 года, в селе проживали 163 человека (80 мужчин и 83 женщины).